# والتر اروتی
والتر اروتی (انگلیسی: Walter Erviti؛ زادهٔ ۱۲ ژوئن ۱۹۸۰) بازیکن فوتبال اهل آرژانتین است.
از باشگاه‌هایی که در آن بازی کرده‌است می‌توان به باشگاه فوتبال بانفیلد، باشگاه فوتبال مونتری، باشگاه فوتبال بوکا جونیورز، و باشگاه ورزشی سن لورنسو آلماگرو اشاره کرد.
وی همچنین در تیم ملی فوتبال آرژانتین بازی کرده‌است.